# Dinarthrum lindbergi
Dinarthrum lindbergi är en nattsländeart som beskrevs av Schmid 1963. Dinarthrum lindbergi ingår i släktet Dinarthrum och familjen kantrörsnattsländor. Inga underarter finns listade i Catalogue of Life.